# Gwk Gesellschaft Wärme Kältetechnik

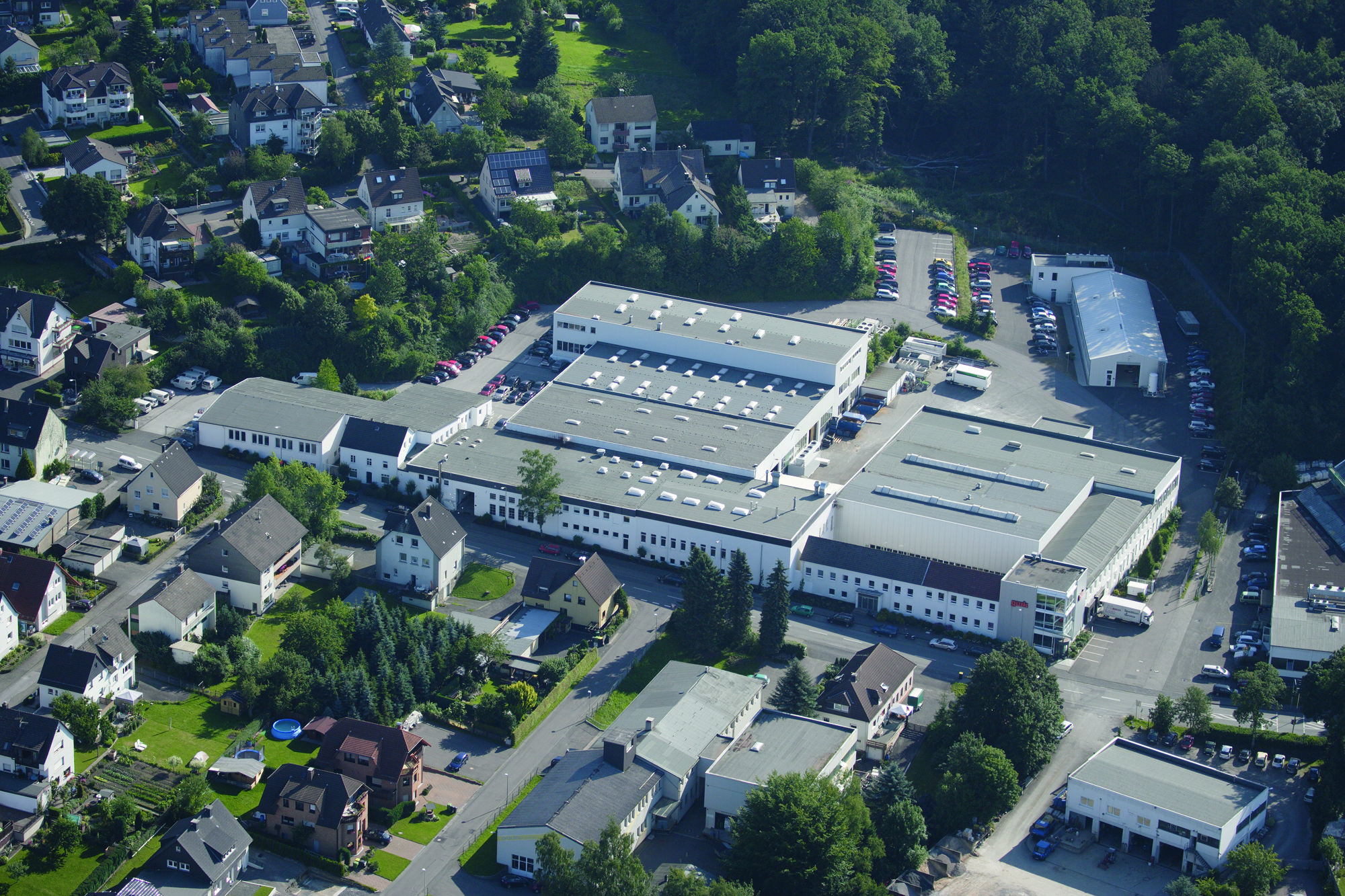
Luftbildaufnahme der Gesellschaft Wärme Kältetechnik mbH (2007)

Die gwk Gesellschaft Wärme Kältetechnik mbH (gwk) ist ein deutsches Unternehmen, das Konzepte für die Behandlung thermodynamischer Prozesse in industrieller Verarbeitung erstellt und entsprechendes Engineering, Komponenten und Systemlösung liefert. Die Geschäftsfelder sind Temperiertechnik, Kühltechnik (Kühlanlagen), Kältetechnik (Kältemaschinen), Wasserbehandlung, sowie Werkzeugtechnik (Spritzgießwerkzeuge). Hauptsitz ist Meinerzhagen, Deutschland.
Die technotrans-Unternehmensgruppe konzentriert sich erfolgreich auf Anwendungen im Rahmen der Kernkompetenz Flüssigkeiten-Technologie. Mit 21 Standorten und rund 1.250 Mitarbeitern ist sie auf allen wichtigen Märkten weltweit präsent. Seit vielen Jahren erschließt sich technotrans im Rahmen ihrer Kernkompetenzen Kühlung, Temperierung, Filtration sowie Mess- und Dosiertechnik gezielt neue Anwendungsbereiche. Die Strategie ist auf nachhaltige, am Ergebnis orientierte Entwicklung ausgerichtet. 

## Geschichte
Das Unternehmen wurde Ende 1967 gegründet. Die Gesellschaft hatte bis Juni 2014 ihren Hauptsitz in Kierspe. Seither produziert sie in Meinerzhagen Maschinen und Apparate für Kälte- und Wärmetechnik mit Schwerpunkt auf dem Abkühlvorgang bei der Herstellung von Kunststofffolien. Sowohl beim Blasfolien-Prinzip, bei dem der geschmolzene Kunststoff als Folienschlauch aus dem Extruder geblasen wird, als auch bei dem Flachfolien-Prinzip, bei dem die Schmelzmasse durch einen Schlitz nach außen gepresst wird, hatte die gwk bereits in ihrer Anfangszeit eine Monopolstellung für die Abkühlung. Ebenfalls von Anfang an wurden Heißluftstrecken produziert. Diese sorgen als Teil von Extrusionsanlagen dafür, dass der noch flüssige Kunststoff mit heißer Luft angeblasen wird, wie es während einer Fertigungsphase erforderlich ist. Ein drittes Standbein sind Reinigungs- und Kühlanlagen für das Kühlwasser von Drahtziehmaschinen.
In den 1970er-Jahren entstanden die Automatisierungstechnologie Hebomat für das Spritzgießen (1972), Querstrom-Kühltürme mit korrosionsfreien und wasserbeständigen Doppelzellen (1973) sowie Kältemaschinen zur Herstellung des Weichschaum-Autositzes für den VW Golf (1976). 1980 wurde die erste Folienkühlanlage mit Wärmerückgewinnung vorgestellt, ein Jahr später entstand die erste Containerkühlanlage. In den folgenden Jahren führte die Weiterentwicklung von Temperiergeräten zur Entstehung des ersten Temperierblocks, eines kompakten Systems für die Temperierung von Spritzgießwerkzeugen.
1988 stellte die gwk das Mehrkreis-Temperiergerät integrat vor, das eine gleichmäßige und fehlerfreie Lackierung auch unebener Flächen ohne Vorbehandlung ermöglicht. integrat wurde von der Automobilindustrie bei der Lackierung von Stoßstangen in der Originalfarbe des Autos eingesetzt. 1999 wurde die Entwicklung von Anlagen zur Aufbereitung von Wasser für die Anforderungen von Produktionsanlagen ausgenommen. 2002 kam das Geschäftsfeld Werkzeugtechnik mit der Baureihe system integrat hinzu. Diese Geräte steuern als Weiterentwicklung von integrat den Durchfluss und die Temperatur in den Werkzeugbereichen von Spritzgussmaschinen. Seit 2008 wird das Nachfolgegerät integrat evolution hergestellt. Es ermöglicht schnellere Temperaturwechsel bei geringerem Energieaufwand.
2004 wurde die gwk mit dem Großen Preis des Mittelstandes ausgezeichnet.
Seit dem 1. Oktober 2021 firmiert gwk Gesellschaft Wärme Kältetechnik mbH, Meinerzhagen, nach Fusion mit der Reisner Cooling Solutions, Holzwickede, als Technotrans Solutions.

## Geschäftstätigkeit
In den 1970er-Jahren lieferte die gwk in den Iran Heißluftstrecken für Anlagen zur Herstellung von Teppichgrundgeweben. In Saudi-Arabien wurden Kühlanlagen für Pumpstationen von Meerwasserentsalzungsanlagen installiert. Weitere Projekte wurden in Syrien, Irak und Ägypten ausgeführt.
1988 entstand die erste Auslandsniederlassung im südenglischen Slough, es folgte die Gründung eines deutsch-indischen Joint Venture im Jahr 1997.
Heute unterhält die gwk 17 Niederlassungen in Deutschland, China und Indien. Darüber hinaus befinden sich 33 Vertretungen und Servicepartner in 20 Ländern.
Über 400 Mitarbeiter entwickeln, fertigen und installieren am Standort Meinerzhagen komplette Prozesslösungen für Temperierung und Kühlung in kundenspezifischer Ausführung. Zum Leistungsumfang gehören neben der Lieferung von Geräten und Anlagen unter anderem auch die verfahrenstechnische Beratung und die Ermittlung von Betriebskosten.